# Oracle Communications Unified Communications Suite
Oracle Communications Unified Communications Suite est une suite logicielle d'Oracle Corporation conçue pour mettre en place des plateformes de messagerie et de collaboration. Elle est composée des logiciels suivants :
- Oracle Communications Messaging Exchange Server ;
- Oracle Communications Calendar Server ;
- Oracle Communications Instant Messaging Server ;
- Oracle Communications Mobile Synchronization Server ;

Oracle Communications Unified Communications Suite supporte de nombreux standards de l'industrie (CalDAV, IMAP, SMTP, XMPP…), ce qui la rend compatible avec une multitude de clients de messagerie dont  Evolution, Mail (Apple), iCal (Apple), iChat (Apple), Mozilla Thunderbird, Microsoft Outlook et Pidgin.

## Principaux produits concurrents
- Lotus Domino et Lotus Sametime (IBM)
- Mail Server, Address Book Server, iCal Server et iChat Server (Apple)
- Microsoft Exchange Server et Microsoft Office Communications Server
- Zimbra (VMware)